# Gran Consiglio (Berna)
Il Gran Consiglio del Canton Berna (in tedesco Grosser Rat des Kantons Bern, in francese Grand Conseil du Canton de Berne) è il parlamento del Canton Berna. Ha sede a Berna.

## Composizione
Il Gran Consiglio è composto da 160 membri eletti per quattro anni. I Granconsiglieri sono eletti su base proporzionale a livello di circoscrizioni elettorali con un numero di seggi proporzionale alla popolazione. Sono garantiti dodici seggi al circondario elettorale del Giura Bernese, ed è esplicitamente garantita una rappresentanza alla minoranza francofona del circondario di Biel/Bienne-Seeland.

## Compiti
Il Gran Consiglio dispone del potere legislativo: emana leggi e decreti, approva i trattati internazionali e certe tipologie di trattati intercantonali. Ha competenze in materia di bilancio, indebitamento e fiscalità. Elegge il proprio presidente, il presidente del Consiglio di Stato, i membri dei tribunali del cantone, il cancelliere e il procuratore generale.